# Неттельбладт, Даниэль
Даниэль Неттельбладт (нем. Daniel Nettelbladt; 14 января 1719, Росток — 4 сентября 1791, Галле) — немецкий правовед.
Сын торговца. С 15 лет изучал теологию в Ростокском университете, затем переключился на юриспруденцию. В 1737 году защитил в Ростоке диссертацию «О границах между философией и правом» (лат. De Limitibus Inter Philosophiam Et Jurisprudentiam). Последователь вольфианства, в 1740 году продолжил обучение в Марбурге у самого Вольфа, а затем последовал за ним в Халле. С 1746 года профессор права в Галльском университете, в 1775 году возглавил юридический факультет. Учебник Неттельбладта по естественному праву был весьма популярным пособием для обучения юристов, в том числе и в России (русский перевод «Начальное основание всеобщей естественной юриспруденции», 1770), где по Неттельбладту, в частности, учили в Московском университете Филипп Генрих Дильтей и Карл Генрих Лангер.